# Bleona Qereti

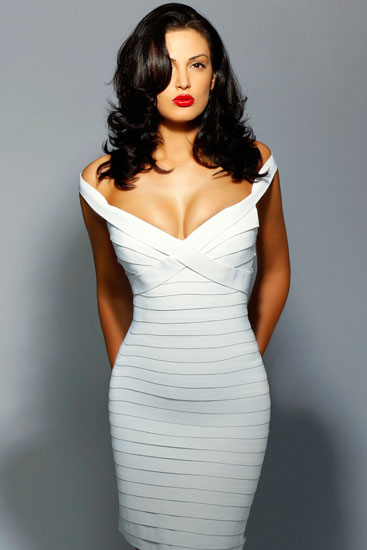
Bleona Qereti

Bleona Qereti (* 14. Mai 1979  in Korça) ist eine albanische Popsängerin, die heute in Tirana und in den USA lebt.

## Biografie
Bleona sang schon als Kind und Teenager. So hatte sie zu Beginn der 1990er Jahre wiederholt Auftritte als Sängerin und Moderatorin am Theater von Elbasan. Mitte der 1990er Jahre konnte sie an verschiedenen Festivals und Tourneen im In- und Ausland teilnehmen und erlangte nationale Bekanntheit. 1994, im Alter von 14 Jahren, hatte sie ihren ersten Auftritt am Festivali i Këngës, dem bedeutendsten Musikanlass Albaniens.
1998 erschien ihr erstes Album, das den Titel Kam qejfin tim (Ich habe meinen Spaß) trägt. 1999 begann sie ein Studium an der Kunstakademie Tirana, das sie im Juni 2002 als Schauspielerin abschloss.
Ihr drittes und viertes Album, die in den Jahren 2001 und 2002 erschienen, verkauften sich in Albanien sehr gut. Das fünfte Album mit dem Namen Ti nuk di as me ma … lyp (Du weißt nicht einmal … wie man mich anmacht) verkaufte sich in Albanien über 300.000 Mal.
In ihrer Heimat gilt sie mit ihrem visuellen Stil und ihrer Attitüde als ‘albanische Madonna‘.
Seit 2010 arbeitet sie in den USA u. a. mit Timbaland zusammen und singt in englischer Sprache.

## Diskografie

### Alben
- 1997: Kam qejfin tim („Ich habe meinen Spass“)
- 2000: Nëse më do fort („Wenn Du mich wirklich liebst“)
- 2001: S'më bëhet vonë („Es wird mir nicht zu spät“)
- 2002: Ik mëso si dashurohet („Geh, lerne wie man liebt“)
- 2003: Ti nuk din as me ma... lyp („Du hast keine Ahnung, wie Du mich anbaggern kannst“)
- 2005: Per ty – Greatest Hits („Für dich“)
- 2005: Boom Boom
- 2007: Mandarina

### Singles
- 1996: Lermeni
- 1999: Nese me do fort
- 2001: S’me behet vone
- 2002: Ik meso si dashurohet
- 2003: O bo bo c'i bere vehtes
- 2005: S'dua
- 2005: Boom Boom
- 2007: Mandarin („Mandarine“) – featuring Hekuran Krasniqi & Genc Prelvukaj
- 2008: Magnetic
- 2010: Show Off – featuring Petey Pablo
- 2012: Pass Out – featuring Timbaland and Brasco
- 2013: Take it like a Man
- 2014: Fuck You I'm Famous
- 2014: Still In Love
- 2015: Take you Over
- 2018: Wicked Love
- 2018: I Don't Need Your Love
- 2019: No One Like You